# コッパ (ハム)

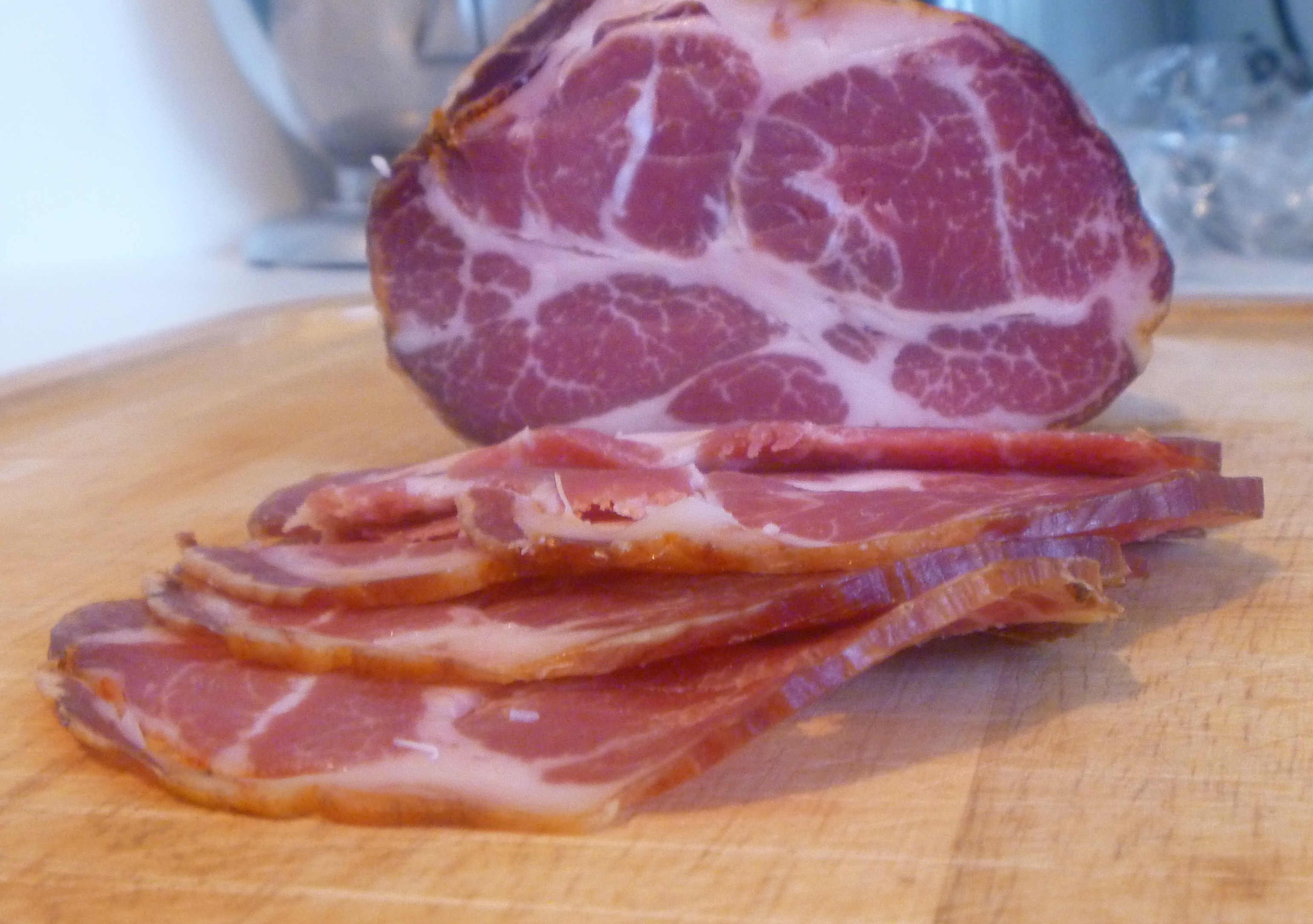
コッパの例

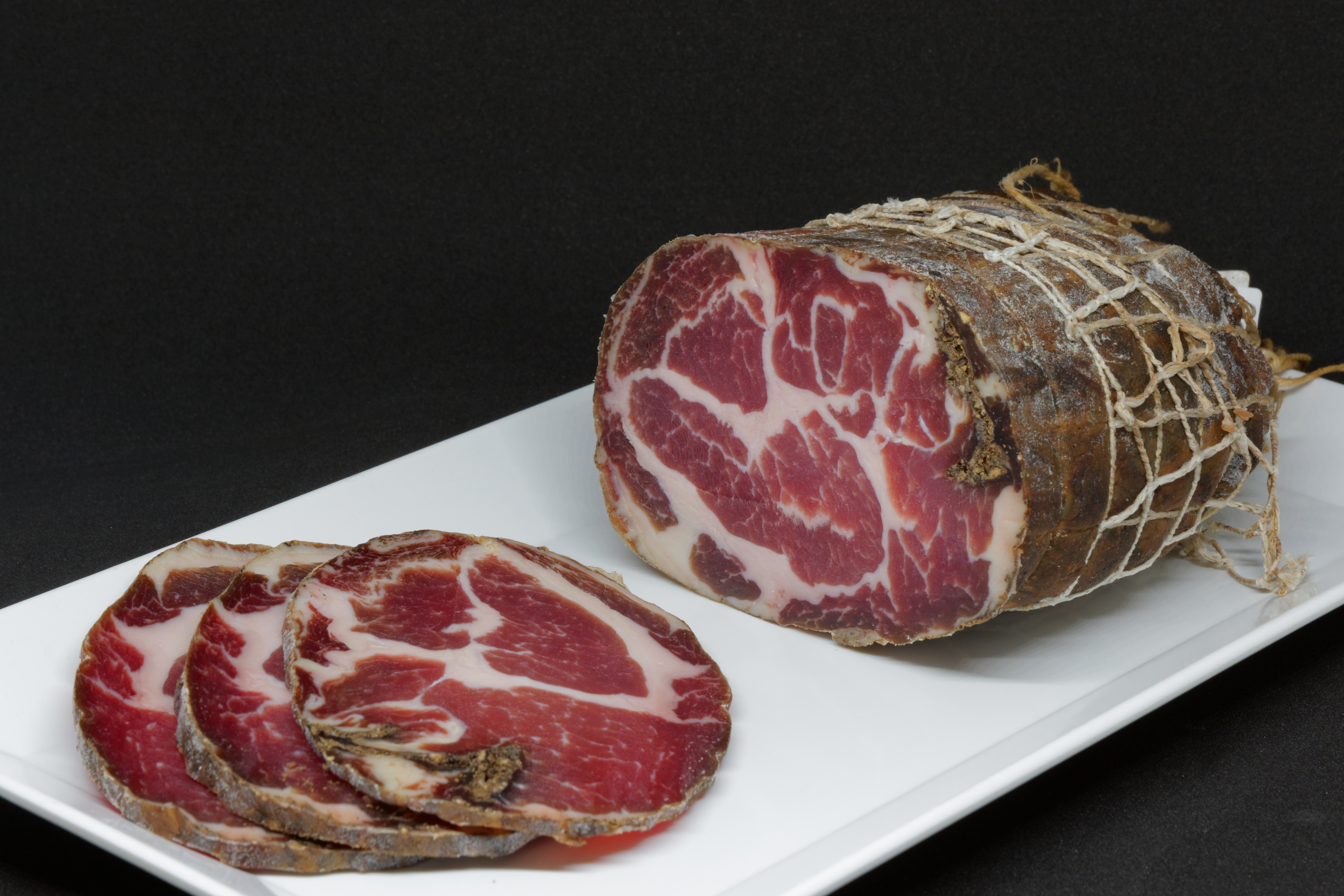
コルシカ島のコッパ

コッパ（イタリア語: coppa）、カポコッロ（イタリア語: capocollo）は、イタリアの生ハム。カポコッロは南イタリアでの名称である。

## 概要
古代ローマ時代に生まれたとされる生ハムで、イタリア語の「カポ（頭）」と「コッロ（首）」に由来する名称の通り、豚の頭から首まわりにかけての肩ロースを使用する。
エミリア＝ロマーニャ州とロンバルディア州産豚肉の肩ロース部位で作るものが本格的とされるが、今日ではイタリアのいろいろは地方で製造されている。
フランス領のコルシカ島でもコッパは製造されている。

## 一般的な生ハムとの違い
一般的に生ハム（プロシュットなど）は豚モモ肉から作られるが、コッパは名前の由来通りに豚肩ロース部位を使用するのが特徴である。
製法にも特徴があり、塩漬けして乾燥させるのは一般的な生ハムと同じだが、その後は調味してサラミのように豚の腸に詰めて熟成させる。サラミと異なりひき肉にはせずに、ブロックのまま腸詰めされるのが特徴となっている。
塩を白ワインで拭き取ったあと、ニンニク、コショウ、クローブなど各種のスパイスを表面にすりこむため、風味豊かな旨味と熟成香が味の特徴となっている。食感は生ハムよりもしっかりとして噛みごたえがある。
使用される部位の違いから、一般的な生ハムよりも脂肪が多くなり、断面が大理石のような模様になるのが外見の特徴である。

## 利用シーン
そのまま食されるほか、チーズやフルーツと合わせて食される。
サンドイッチの具材としてや、パニーニの具材として利用されたり、セロリやクレソンなどと合わせてサラダに利用される。

## DOPとIGP
DOP指定、IGP指定されているコッパもある。
DOP指定
- コッパ・ピアチェンティーナ - ピアチェンツァ産。豚はエミリア＝ロマーニャ州産とロンバルディア州産に限り、製造と熟成はピアチェンツァ県内に限られる。
- カポコッロ・ディ・カラブリア - カラブリア州。

IGP指定
- コッパ・ディ・パルマ - パルマ県。